# Keke Rosberg
Keijo Erik Rosberg, detto Keke (IPA: [ˈkɛkɛ ˈruːsbærj]; Solna, 6 dicembre 1948), è un ex pilota automobilistico finlandese, campione del mondo di Formula 1 nel 1982.
Durante la sua carriera in massima serie ha corso per anni in scuderie di bassa classifica, prima di cogliere i suoi risultati più importanti in Williams, squadra in cui gareggiò per quattro stagioni e con cui ottenne cinque successi. Ha preso parte anche ai campionati di Can-Am, DTM e Sport Prototipo, cogliendo diverse vittorie.
Pilota di grande regolarità in pista, soprattutto grazie all'affidabilità delle vetture che si è trovato a guidare, era dotato di una guida molto aggressiva e irrispettosa del mezzo meccanico; inoltre era considerato uno specialista dei circuiti cittadini e si esaltava in condizioni difficili, grazie anche alla sua sensibilità di guida nel controllo della monoposto.
È padre di Nico Rosberg, anch'egli ex pilota e campione del mondo di Formula 1 nel 2016 con la Mercedes.

## Biografia
Nacque il 6 dicembre 1948 da Lars Rosberg, svedese di Finlandia, e Lea Lautala a Solna, in Svezia, dove suo padre era studente universitario in medicina veterinaria, disciplina non insegnata in Finlandia. Dopo un anno la famiglia si ritrasferì in Finlandia, cambiando diverse volte residenza a seconda delle offerte di lavoro del padre. I genitori erano appassionati di automobilismo e piloti dilettanti così Rosberg si interessò ai motori in tenera età. Ha due sorelle più giovani: Seija e Jatta.
Diplomatosi al liceo nel 1967, si sposò una prima volta nel 1970. Si è unito in seconde nozze con la tedesca Gesine Dengel, da cui ha avuto il figlio Nico nel 1985, anch'egli pilota di Formula 1. Da anni risiede stabilmente nel Principato di Monaco.
Riconosciuto nel circus per essere una persona dal carattere schietto e onesto, era molto legato a Elio De Angelis, la cui morte influì fortemente sulla decisione di abbandonare la Formula 1. È appassionato di economia e negli anni in cui gareggiava si occupava personalmente delle trattative con i propri sponsor.
Nel corso della carriera, anche grazie alla popolarità acquisita, a Keke Rosberg sono state dedicate due canzoni: Keke Rosberg Formula Rock dell'artista finlandese Matti Pellonpää e un omonimo brano del gruppo galiziano Siniestro Total. È apparso inoltre nel film Fuoco, neve e dinamite interpretando sé stesso.

## Carriera

### Gli inizi e le formule minori
Nel 1965 fece il proprio esordio nei kart e per diverse volte si laureò campione finlandese e scandinavo. Nel frattempo proseguiva i suoi studi di medicina e lavorava come tecnico informatico, considerando le corse automobilistiche come un semplice hobby.

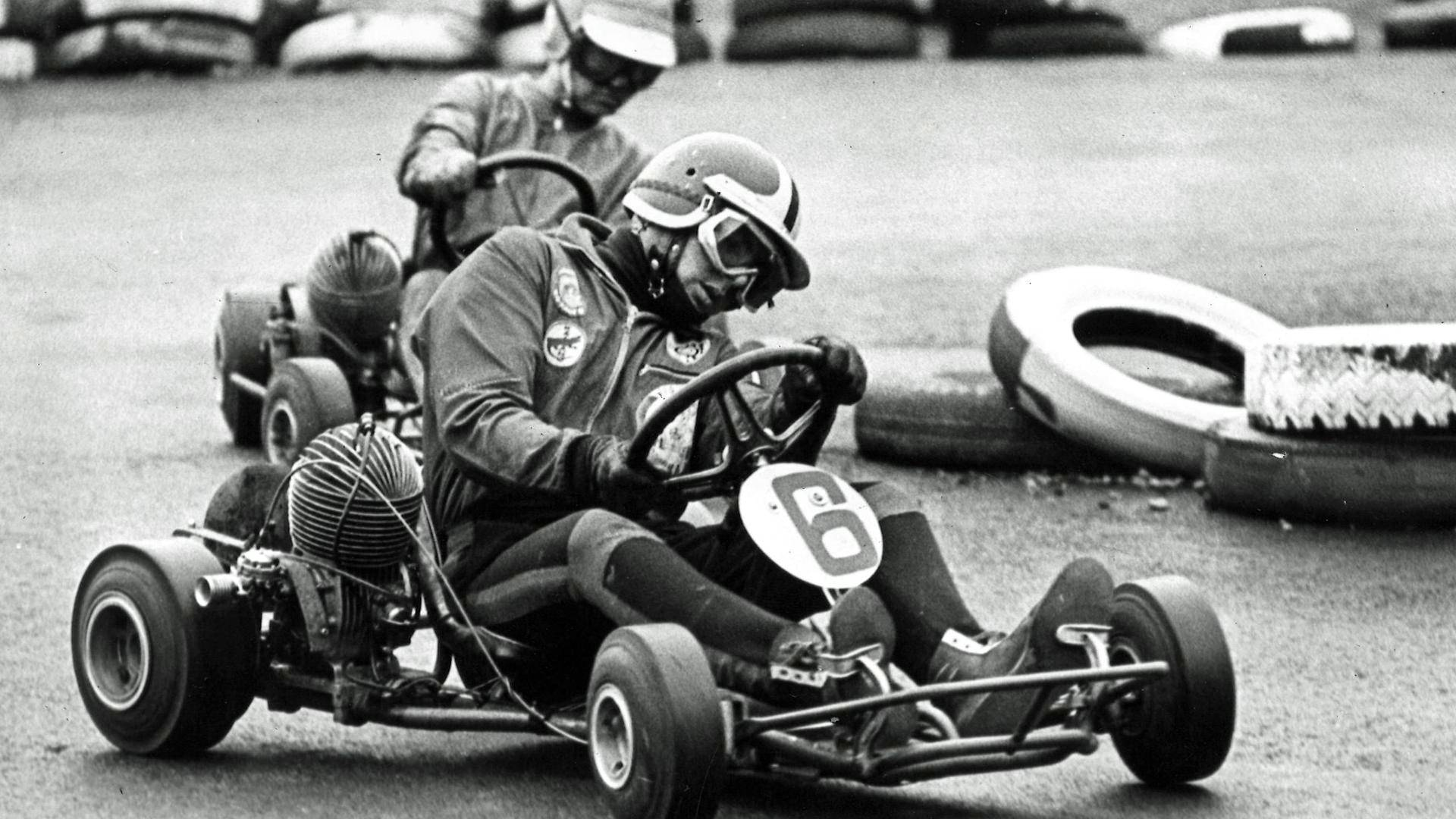
Rosberg impegnato in una gara di kart nel 1966

Nel 1972, però, venne convinto da un collega a prendere parte al campionato di Formula Vee. Acquistò quindi un vecchio telaio della Veemax, ma non avendo abbastanza denaro dovette chiedere un prestito bancario e uno alla famiglia; l'anno seguente riuscì a vincere il campionato e fu contattato dalla March per gareggiare in Formula 3; l'accordo saltò successivamente perché Rosberg non disponeva di alcun finanziatore. Passò quindi alla Super Vee, di cui vinse il campionato tedesco nel 1975.
Visti i successi ottenuti, Rosberg esordì in Formula 2 nel 1976, anno in cui fece il proprio esordio anche in Formula 3. L'anno seguente, pur continuando a gareggiare in Formula 2 (dove vinse la sua prima gara a Pergusa), corse anche in Formula Atlantic e in Formula Pacific, categoria quest'ultima in cui riuscì a imporsi. Nonostante l'esordio in Formula 1 nel 1978, Rosberg continuò a prendere parte ai campionati di Formula 2, in cui vinse la gara di Donington e terminò quinto in campionato, di Formula Pacific (che conquistò nuovamente) e di Formula Atlantic, arrivando a correre 41 gare in 36 fine settimana, divise in tutti i continenti.

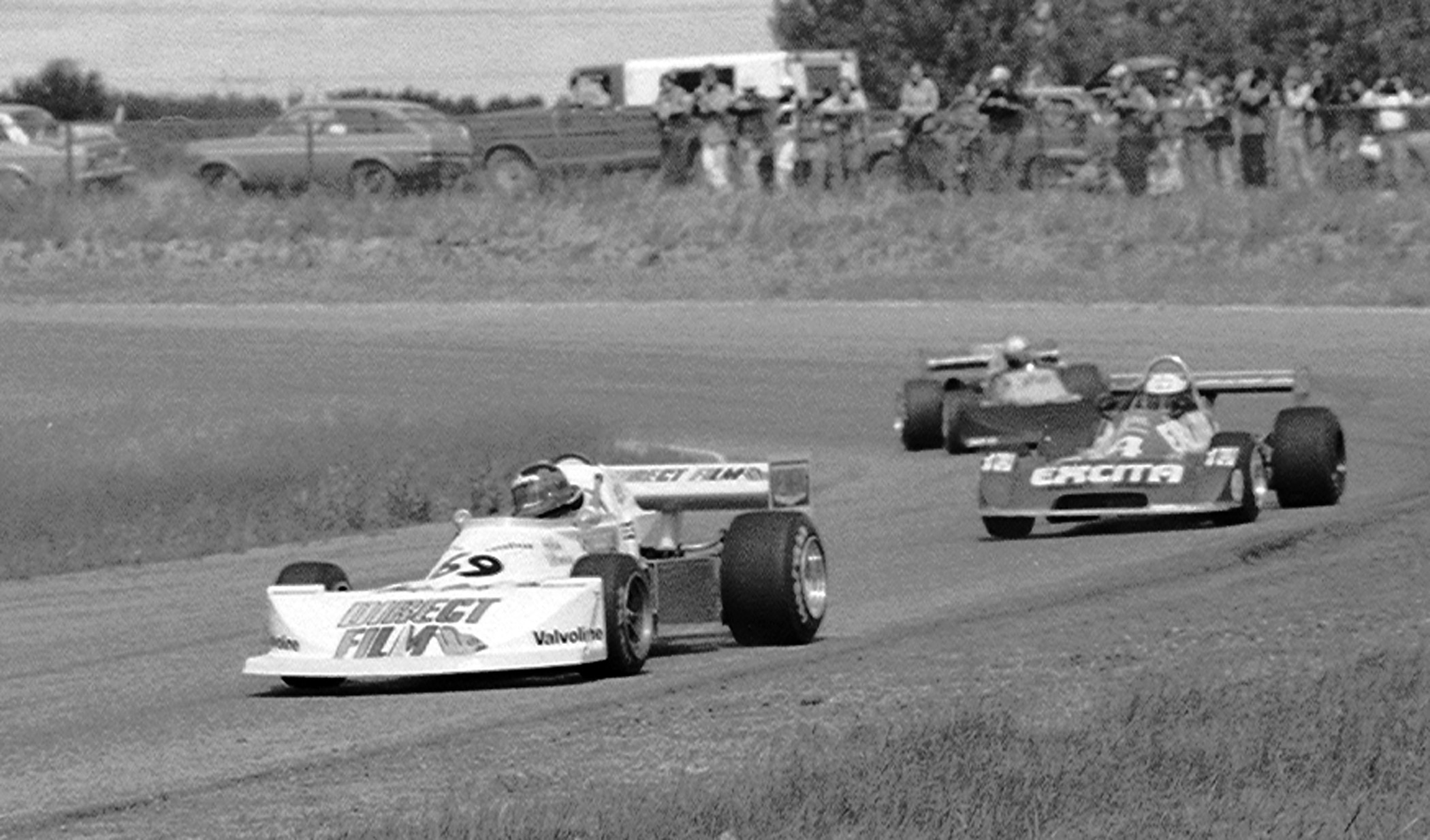
Rosberg all'inseguimento di Villeneuve in una gara di Formula Atlantic nel 1977

Partecipò a due corse di Formula 2 anche nel 1979, gareggiando per Guy Edwards, e conquistò un successo a Hockenheim e la pole position al Nürburgring, rifilando un ampio distacco agli inseguitori. Lo stesso anno, trovatosi senza un volante in Formula 1, si accordò con Carl Haas per disputare il Campionato CanAm. Poche settimane dopo la firma del contratto, però, il costruttore americano ingaggiò Jacky Ickx e lo appiedò. Dopo aver intrapreso una vertenza legale, Rosberg decise di accordarsi con il team di Paul Newman, avendo la necessità di rilanciarsi in fretta come pilota per proseguire la sua carriera. In campionato partì sempre in pole position tranne in un'occasione, ma riuscì a vincere due sole corse a causa di un motore inaffidabile. A fine maggio venne contattato dalla Wolf, alla ricerca di un pilota per sostituire James Hunt; non volendo disonorare l'accordo preso con Newman, il finlandese decise di dividersi tra due categorie, nonostante l'alto stress fisico derivante dal disputare entrambi gli impegni. A Laguna Seca, a seguito di un incidente nelle prove, riportò una commozione cerebrale e la frattura di due costole, ma nonostante ciò decise di correre lo stesso la gara e partendo ultimo riuscì a recuperare fino alla sesta posizione. A fine anno chiuse il campionato al quarto posto.

### Formula 1

#### Scuderie minori (1978-1981)
Verso la fine del 1977 Rosberg testò per la prima volta una vettura di Formula 1, provando una Kojima in vista di un'eventuale partecipazione al Gran Premio del Giappone, poi non concretizzatasi. L'esordio nella massima serie avvenne al Gran Premio del Sudafrica 1978, quando aveva quasi 30 anni. La prima vettura che gli venne affidata fu una Theodore, ma la TR1 era una monoposto poco competitiva e lo stesso team decise di abbandonarla dopo il Gran Premio di Spagna, a seguito di quattro mancate qualificazioni del pilota. Prima di questo, tuttavia, Rosberg si mise in luce vincendo il BRDC International Trophy, gara non valida per il mondiale, disputata sotto una pioggia battente.
Nel resto della stagione si alternò alla guida della ATS, con cui riuscì a issarsi fino al quarto posto nel Gran Premio di Gran Bretagna prima di essere costretto al ritiro, e di vetture della Wolf acquistate dalla Theodore stessa, ma non ottenne risultati di rilievo. Cercò anche di accordarsi con la ATS per il 1979, ma Schmidt interruppe le trattative ritenendo la cifra richiesta dal finlandese come stipendio (circa 1 000 dollari a gara) troppo alta. Si ritrovò così senza un volante per la stagione successiva.

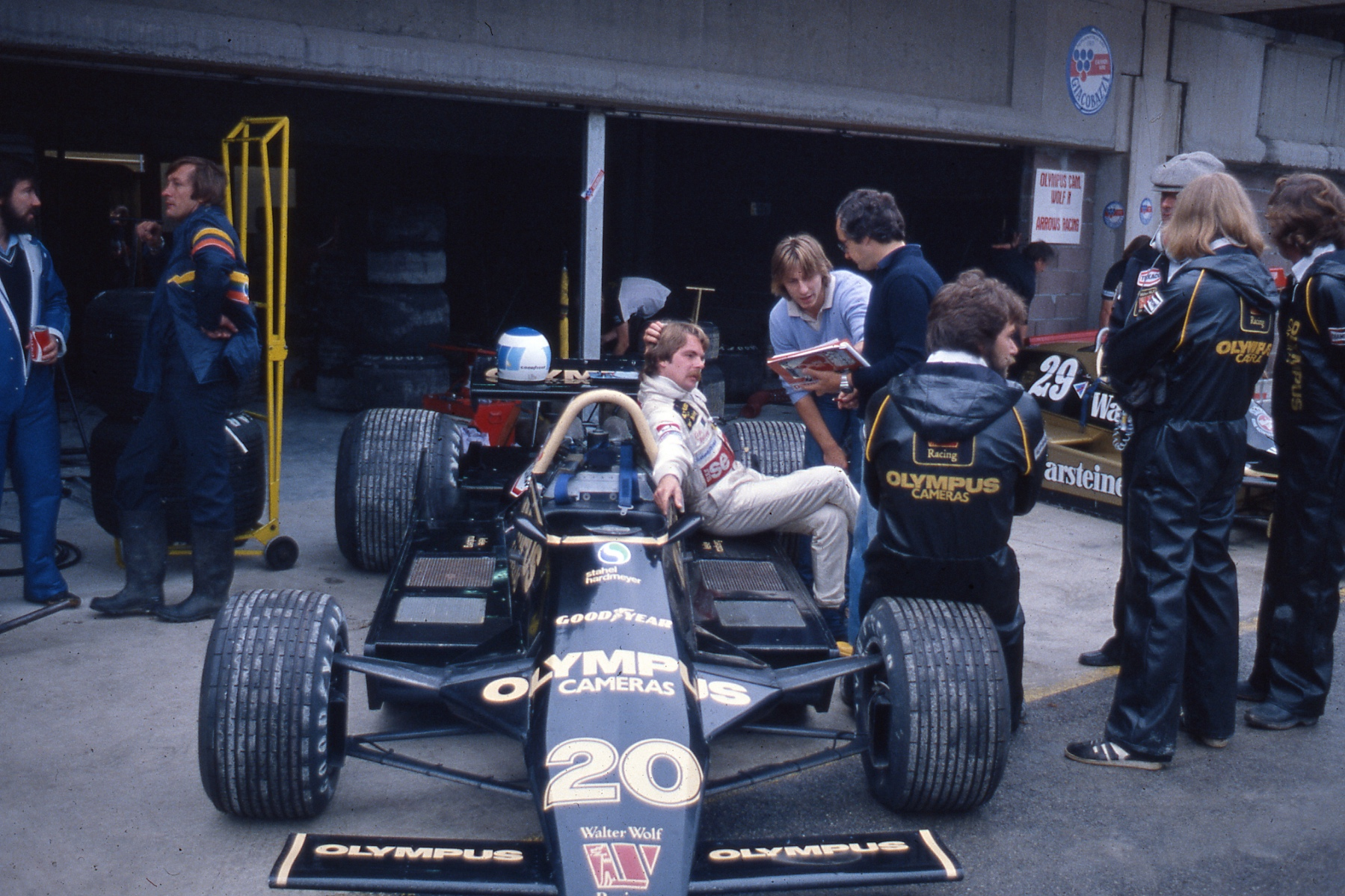
Rosberg seduto sulla sua Wolf nei box di Imola

Dopo il Gran Premio di Monaco 1979 fu contattato da Peter Warr della Wolf in cerca di un pilota per sostituire James Hunt, ritiratosi improvvisamente dalle corse, per il resto della stagione. Pur essendo impegnato nella Can-Am, il finlandese sottoscrisse il contratto alternandosi tra i due campionati. L'arrivo di Rosberg in squadra coincise, però, con l'anno peggiore del costruttore canadese, vista la perdita di interesse di Walter Wolf a competere nella categoria e una vettura deludente. Il suo miglior piazzamento risultò essere un nono posto all'esordio in Francia, nell'unica corsa conclusa. Nelle restanti gare riuscì a emergere solamente al Gran Premio d'Olanda, in cui si installò al quinto posto prima di essere costretto al ritiro per un guasto al propulsore. Chiuse quindi la stagione senza aver conquistato punti e con una mancata qualificazione in Canada.
Perso ormai ogni interesse nel gareggiare in Formula 1, Walter Wolf a fine anno vendette tutto il materiale alla Fittipaldi. Rosberg venne dunque confermato e si trovò a correre, nel 1980, a fianco di Emerson Fittipaldi. Il team disponeva delle tre Wolf WR7 (appositamente rinominate Fittipaldi F7) utilizzate dalla squadra canadese nella stagione precedente, in attesa dell'esordio del nuovo modello. All'esordio comunque Rosberg conquistò il suo primo risultato di prestigio: grazie a una corsa regolare e con una vettura modesta riuscì a salire sul podio in Argentina. Durante il Gran Premio del Brasile cominciarono però le frizioni con Fittipaldi, che non gradì un sorpasso subito dal finlandese nella sua gara di casa. Nel resto della stagione non vi furono altri acuti e nemmeno l'introduzione della nuova F8 migliorò la situazione, con Rosberg che riuscì a cogliere solamente un quinto posto in Italia. I risultati gli valsero comunque la conferma per l'anno successivo e il decimo posto in classifica piloti.
Per il 1981 Fittipaldi si ritirò dalle corse e a Rosberg venne affiancato il brasiliano Chico Serra, con cui strinse amicizia. La squadra affrontava però problemi finanziari, tanto che fu pure costretta a saltare il Gran Premio d'Austria, e la vettura non era competitiva. A fronte di tali problemi il finlandese non colse alcun punto, ottenendo come miglior risultato un nono posto al Gran Premio del Brasile, e mancò la qualificazione in cinque occasioni.

#### L'arrivo in Williams e il titolo mondiale (1982-1985)

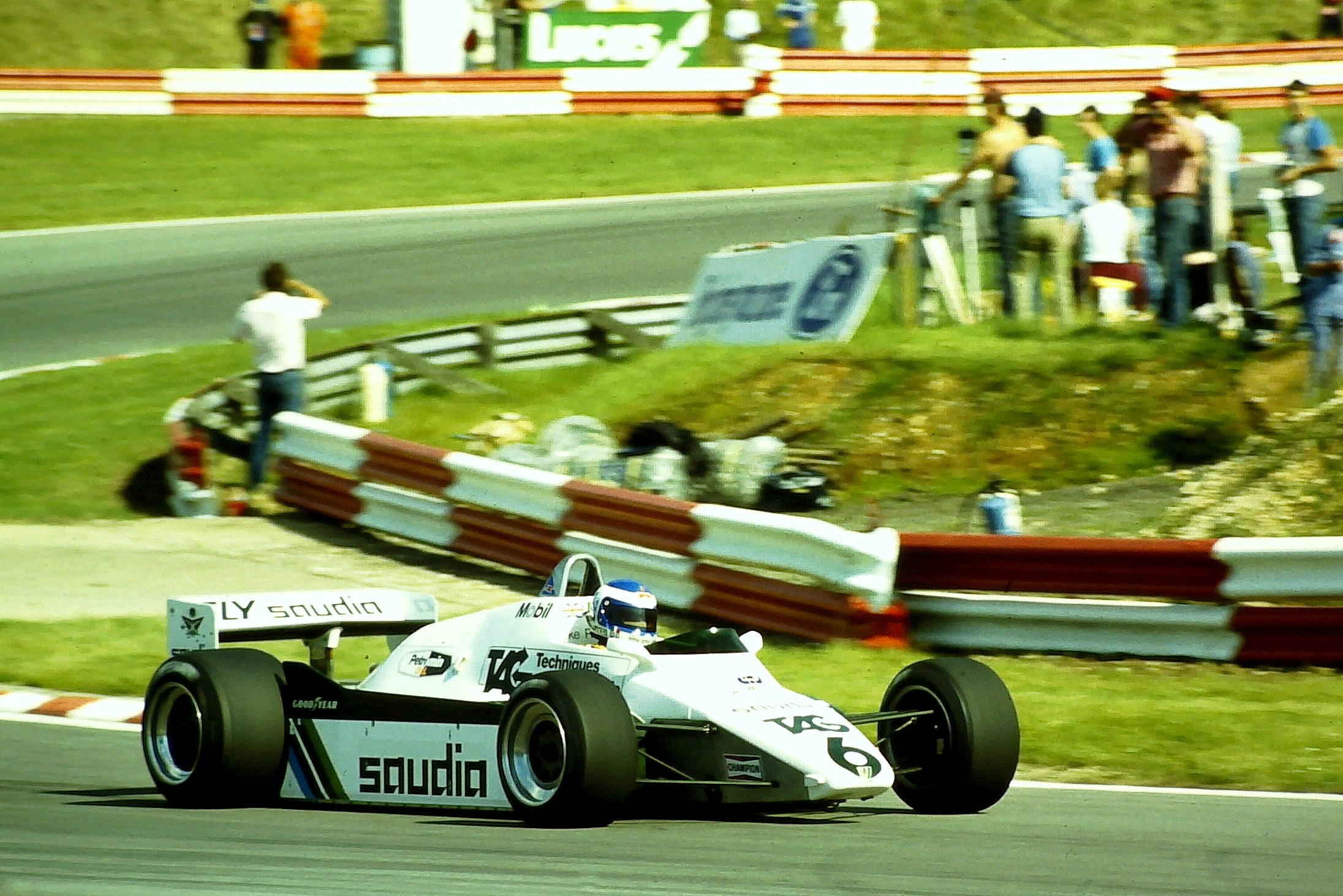
Rosberg alla guida della sua Williams durante il Gran Premio di Gran Bretagna 1982. Nonostante la pole position, il pilota terminò la gara con un ritiro.

L'annuncio del ritiro di Alan Jones alla fine del 1981 aprì a Rosberg le porte di un team di vertice. Impossibilitata ad assumere altri piloti in grado di garantire una certa esperienza, la Williams decise di puntare sul finlandese. Dopo essersi liberato dal contratto con la Fittipaldi, adducendo mancati pagamenti per 2 300 dollari, si presentò al Paul Ricard per effettuare alcuni test e realizzò il record del circuito. Frank Williams gli offrì quindi un contratto da 250 000 dollari e la possibilità di incassare i ricavi delle proprie sponsorizzazioni. A causa della mancanza di un motore turbo non era comunque considerato tra i favoriti per il titolo.
All'inizio della stagione Rosberg, pur non essendo membro della GPDA e non condividendo il metodo utilizzato, partecipò allo sciopero dei piloti contro l'entrata in vigore del nuovo regolamento. Dopo una trattativa condotta da Pironi e Lauda, insieme con i colleghi prese parte al Gran Premio del Sudafrica, che concluse al quinto posto. Le tensioni che attraversavano l'ambiente, però, erano ancora alte e, al termine della gara in Brasile da lui conclusa in seconda posizione, Ferrari e Renault presentarono un reclamo in cui sostenevano che la sua vettura fosse irregolare, in quanto la Williams effettuava un rabbocco di acqua in serbatoi predisposti per il raffreddamento dei freni; per i rivali l'impiego di questi serbatoi era fittizio e il loro riempimento serviva solo a far rientrare le vetture all'interno del peso minimo durante la fase di pesatura che avveniva a vetture ferme e dopo la fine della corsa. Il 20 aprile il Tribunale della FIA accolse il ricorso e Rosberg perse il piazzamento conquistato. Frattanto, proprio al termine dell'appuntamento brasiliano, il suo compagno di squadra Carlos Reutemann annunciò il proprio ritiro e il finlandese divenne la prima guida. Nella prima parte di campionato, pur senza vincere, ottenne diversi piazzamenti a punti, tra cui due secondi posti a Long Beach e in Belgio e il terzo a Zandvoort.
La stagione vide però la tragica morte di Gilles Villeneuve, tra i principali candidati alla conquista del mondiale, e un grave infortunio al suo compagno di squadra Pironi, in quel momento in testa alla classifica; al termine del Gran Premio di Germania, in cui il pilota della Ferrari si ruppe le gambe nelle qualifiche, Rosberg era terzo in graduatoria, distante dodici punti dalla vetta. Nelle ultime gare riuscì però a recuperare lo svantaggio inanellando una serie di prestazioni convincenti: fu infatti secondo in Austria dopo un arrivo in volata con il vincitore Elio De Angelis che lo precedette di appena 5 centesimi di secondo, all'epoca secondo distacco più ridotto per una gara di Formula 1, e vinse il Gran Premio di Svizzera (disputato in Francia sul circuito di Prenois), ottenendo il suo unico successo della stagione. Arrivò così all'ultima corsa con un vantaggio di nove punti su John Watson, l'unico ancora in grado di insidiarlo, e gli fu sufficiente la conquista del quinto posto per vincere il mondiale. Visto l'inaspettato successo il finlandese, tra l'altro primo campione del mondo del suo Paese, si sottopose a un intenso tour de force per promuovere la sua immagine e guadagnarsi l'appoggio di nuovi sponsor. Rosberg, diventando campione del mondo di Formula 1 con una sola vittoria in stagione, eguagliò inoltre il record di Mike Hawthorn, campione del mondo nel 1958 (anche se il britannico aveva a disposizione 11 gare, contro le 16 del finlandese).
Nel 1983 rimase in Williams, ma fu sfavorito dal fatto di non aver a disposizione un motore turbo. Inoltre, a causa del cambio dei regolamenti che vietava le minigonne per arginare uno sfruttamento esasperato dell'effetto suolo, il suo team decise di schierare in pista una semplice evoluzione della vettura dell'anno precedente per concentrarsi sul 1984. Tutti questi fattori gli impedirono di difendere il titolo mondiale.

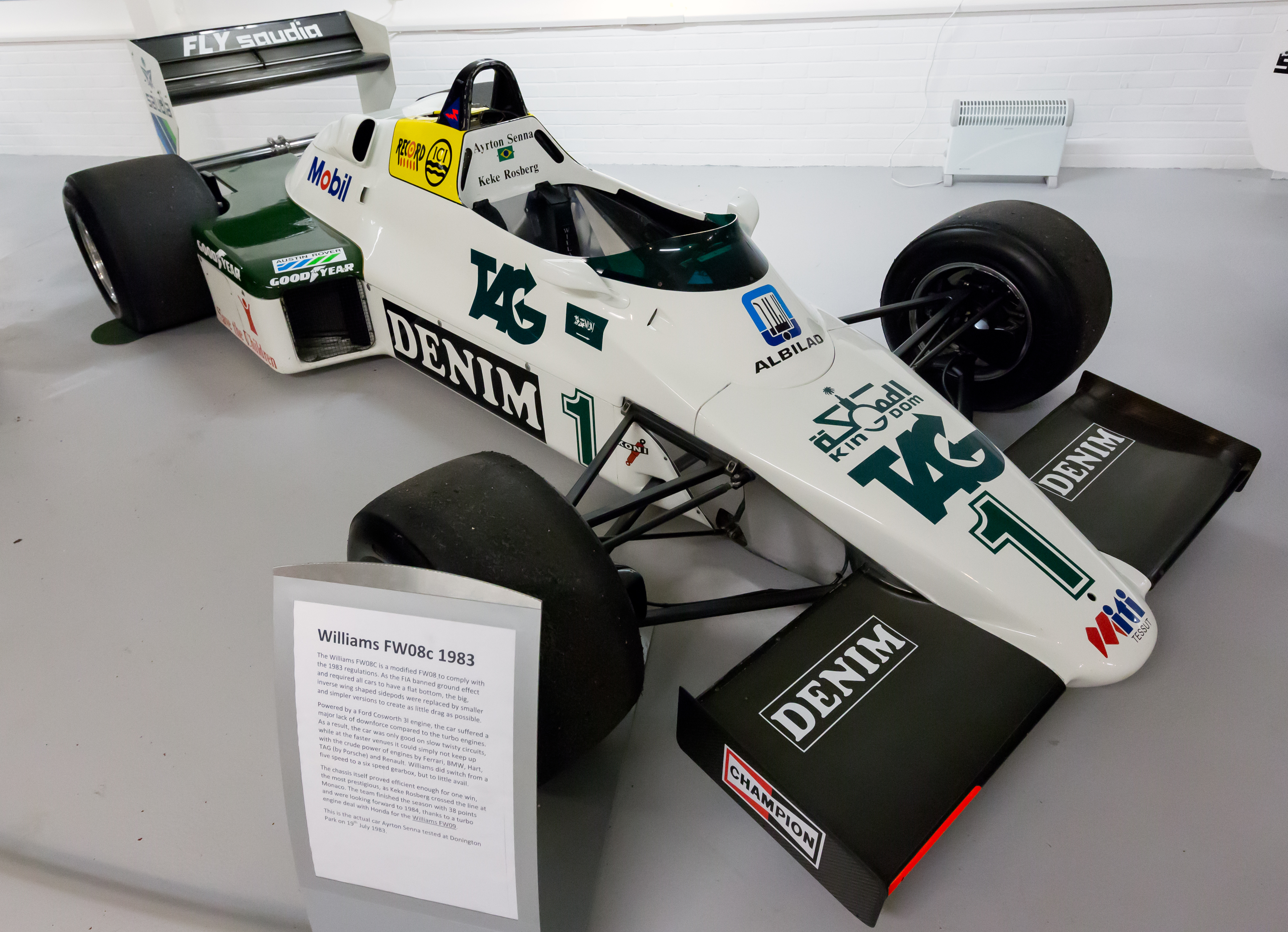
La monoposto usata da Rosberg nel 1983

All'esordio stagionale fu comunque in grado di piazzarsi in pole position. In gara, durante il rifornimento ai box la sua vettura si incendiò, ma domate le fiamme venne fatto rientrare in pista e, dopo una lunga rimonta, si piazzò secondo. Poche ore dopo, però, fu squalificato dai commissari per essere stato spinto dai propri meccanici al fine di far ripartire la vettura. Il finlandese rimase molto deluso dall'aver perso il piazzamento ottenuto e arrivò alla gara di Long Beach altamente motivato, sperando di poter lottare per la vittoria, vista la conformazione del circuito che limitava le differenze tra vetture con motore aspirato e quelle con propulsore turbo. Dopo essersi qualificato terzo, in gara fu autore di una prestazione molto contestata: al via urtò Arnoux facendogli perdere posizioni, mentre al 25º giro tentò un sorpasso impossibile al leader della corsa Tambay, centrandolo in pieno e causando il ritiro di entrambi. Ottenne i primi punti stagionali al Gran Premio di Francia con un quinto posto, seguito da un quarto a Imola.
Conquistò una prestigiosa vittoria a Monaco grazie a un'azzeccata scelta di gomme; Rosberg, su pista bagnata, decise infatti di partire con pneumatici da asciutto e si portò subito in testa alla gara senza più cedere il comando, nonostante una perdita di potenza del motore che lo costrinse a una manovra di grande abilità per evitare di colpire i guard-rail. Dopo questo successo ottenne un podio anche a Detroit, ma nella parte centrale di stagione la Williams soffrì i mancati sviluppi di una vettura che presentava problemi rilevanti di sottosterzo e non riusciva a sfruttare le gomme, pensate soprattutto per i team dotati di motori turbo. Fin dall'estate, infatti, Patrick Head era impegnato nella progettazione della nuova FW09 che sarebbe stata equipaggiata dai turbo della Honda. Visti i risultati deludenti l'esordio della monoposto venne anticipato al Gran Premio del Sudafrica e, dopo sei gare concluse fuori dai punti, Rosberg riuscì a piazzarsi al quinto posto. Chiuse quindi il mondiale quinto con ventisette punti ottenuti.
Durante l'anno riuscì anche a imporsi nella Race of Champions, gara non valida per il campionato. Anni più tardi il finlandese definì questa stagione la sua migliore in termini di prestazioni.

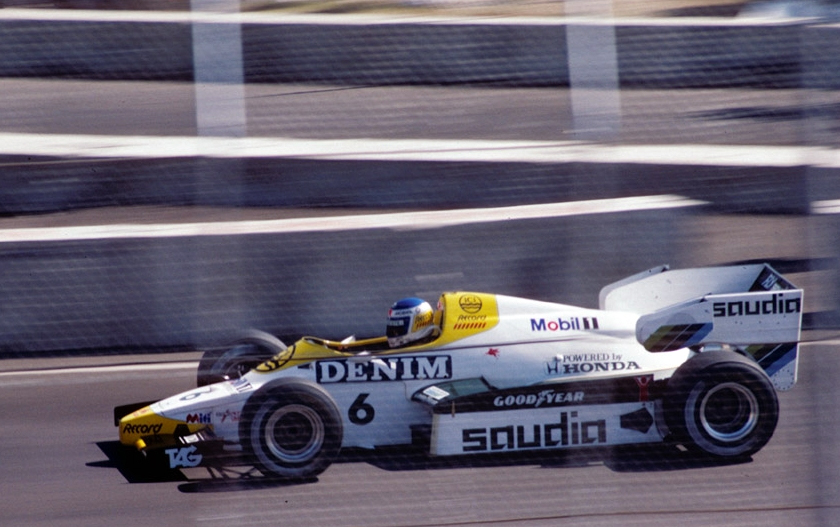
Rosberg al Gran Premio di Dallas, in cui ottenne la sua unica vittoria stagionale

Nel 1984, la Williams si munì dei motori turbo della Honda, ma la stagione si presentò molto difficile. Nonostante i buoni risultati ottenuti nei test invernali e la possibilità di disporre di un propulsore in linea teorica all'altezza della concorrenza avessero galvanizzato il finlandese, che si considerava tra i papabili per il titolo mondiale, la nuova FW09 presentava diversi problemi di telaio e il motore stesso non era affidabile e soffriva di vari guai, tra cui il turbo-lag. Di fatto si trattava di una vettura molto difficile da guidare, tanto che lo stesso Rosberg in Austria si ritirò volontariamente perché non era in grado di tenere la monoposto in strada. La stagione comunque partì con un secondo posto in Brasile, ma nelle corse seguenti, pur ottenendo buone prestazioni in qualifica, in gara colse solo qualche piazzamento e diversi ritiri.
Riuscì a vincere solamente a Dallas, in un Gran Premio disputato in condizioni estreme di caldo torrido e con l'asfalto che andava sbriciolandosi. Nonostante l'introduzione di una versione B della vettura già dalla seguente gara di Brands Hatch i risultati non migliorarono e il finlandese venne costretto al ritiro in tutti i successivi appuntamenti mondiali, chiudendo ottavo in classifica con 20,5 punti.
Nel 1985 il rapporto con la Williams giunse al capolinea: Frank Williams decise di assumere come secondo pilota Nigel Mansell, non gradito a Rosberg, e il finlandese era uscito parecchio demoralizzato dalla stagione precedente. A fronte di questi eventi, deluso anche dal fatto di non essere stato consultato nella scelta del suo compagno di squadra, decise di non rinnovare il contratto in scadenza. Nonostante la diffidenza iniziale i due collaborarono comunque proficuamente durante la stagione.

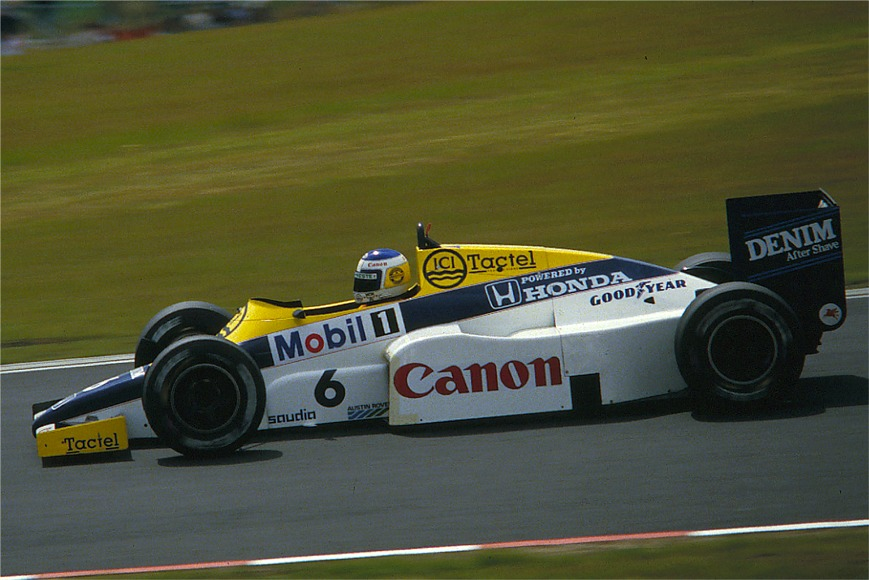
Rosberg nel 1985 alla guida di una Williams

Il campionato, però, partì con alcune difficoltà: nelle prime gare la nuova FW10, tra l'altro prima vettura Williams con telaio in fibra di carbonio, si dimostrò una monoposto veloce, ma fragile. In Brasile Rosberg riuscì infatti a involarsi al comando prima di essere costretto al ritiro per la rottura del motore dopo dieci giri. Dopo un ottavo posto a Monaco e altri due ritiri a San Marino e in Portogallo, colse i primi punti al Gran Premio del Canada, ma venne penalizzato da una sosta ai box imprevista senza la quale aveva il ritmo per poter lottare per la vittoria. La prestazione rappresentò per Rosberg un'iniezione di fiducia, viste anche le buone risposte date dalla vettura nel corso della gara, e il pilota finlandese affermò che a Detroit avrebbe potuto lottare per il primo posto. Infatti sul tracciato statunitense si dimostrò fin da subito a suo agio e, dopo essere partito quinto, si installò in testa già dall'ottavo giro conducendo con autorità fino al termine. Ottenne poi due pole position consecutive, tra cui quella di Silverstone in cui girò a una media superiore ai 258 km/h, stabilendo un record sul giro singolo che avrebbe resistito fino al Gran Premio d'Italia 2002. Dopo alcune gare sfortunate, che lo videro costretto al ritiro mentre lottava per le posizioni di testa, tornò a punti al Gran Premio del Belgio e fu protagonista di un finale di stagione in crescendo: fu terzo a Brands Hatch, dove si esibì in una lunga rimonta dopo che un contatto con Senna gli aveva fatto perdere quasi un giro e, una volta ritrovatosi il brasiliano alle spalle per il doppiaggio, lo ostacolò permettendo il sorpasso di Mansell, che poi vinse la gara. Giunse poi secondo a Kyalami e vinse in Australia, nuovamente dopo un duello con Senna, conquistando il terzo posto in classifica piloti.
Ad agosto venne ufficializzato il suo passaggio alla McLaren per l'anno successivo al posto dell'austriaco Niki Lauda.

#### Il passaggio in McLaren e il ritiro (1986)

Rosberg nel 1986 alla guida di una McLaren

Nel 1986 passò alla McLaren, scuderia in cui chiuse la carriera nella massima serie alla fine dell'anno. Durante tutta la stagione Rosberg ebbe problemi di sottosterzo e non riuscì mai ad adattarsi alla vettura. Inoltre John Barnard non lo vedeva di buon occhio e concentrò le sue attenzioni principalmente su Prost. I suoi unici acuti furono il secondo posto ottenuto a Monaco e la gara di Imola in cui fu costretto al ritiro per aver finito la benzina mentre occupava la piazza d'onore, anche se venne comunque classificato quinto.
Durante le prove del Gran Premio di Germania (in cui conquistò la sua ultima pole position) decise poi di annunciare tramite un comunicato stampa il proprio ritiro; asserì che le ragioni della sua decisione erano dovute sia a un appagamento per i risultati raggiunti negli ultimi anni sia per il fatto di non riconoscersi nelle nuove regole che sarebbero state introdotte in Formula 1 degli anni a venire. Su questa valutazione aveva però pesato anche la morte dell'amico Elio De Angelis durante alcuni test privati al Paul Ricard. La sua ultima gara in Australia passò alla storia, paradossalmente, per il ritiro: dopo aver condotto buona parte della gara in testa e con ampio margine sugli inseguitori, le sue gomme Goodyear ebbero gravi problemi e Rosberg si ritirò al 63º giro per una foratura. La Williams vide prima Mansell, fino a quel momento campione del mondo virtuale, costretto al ritiro dopo lo spettacolare scoppio di uno pneumatico, poi Piquet penalizzato da un tardivo pit stop. Prost, che aveva cambiato le gomme in precedenza, si trovò così campione del mondo in un'annata che lo aveva visto come papabile solo dietro i due piloti della Williams. Rosberg terminò il mondiale al sesto posto, con ventidue punti ottenuti.

### Altre competizioni

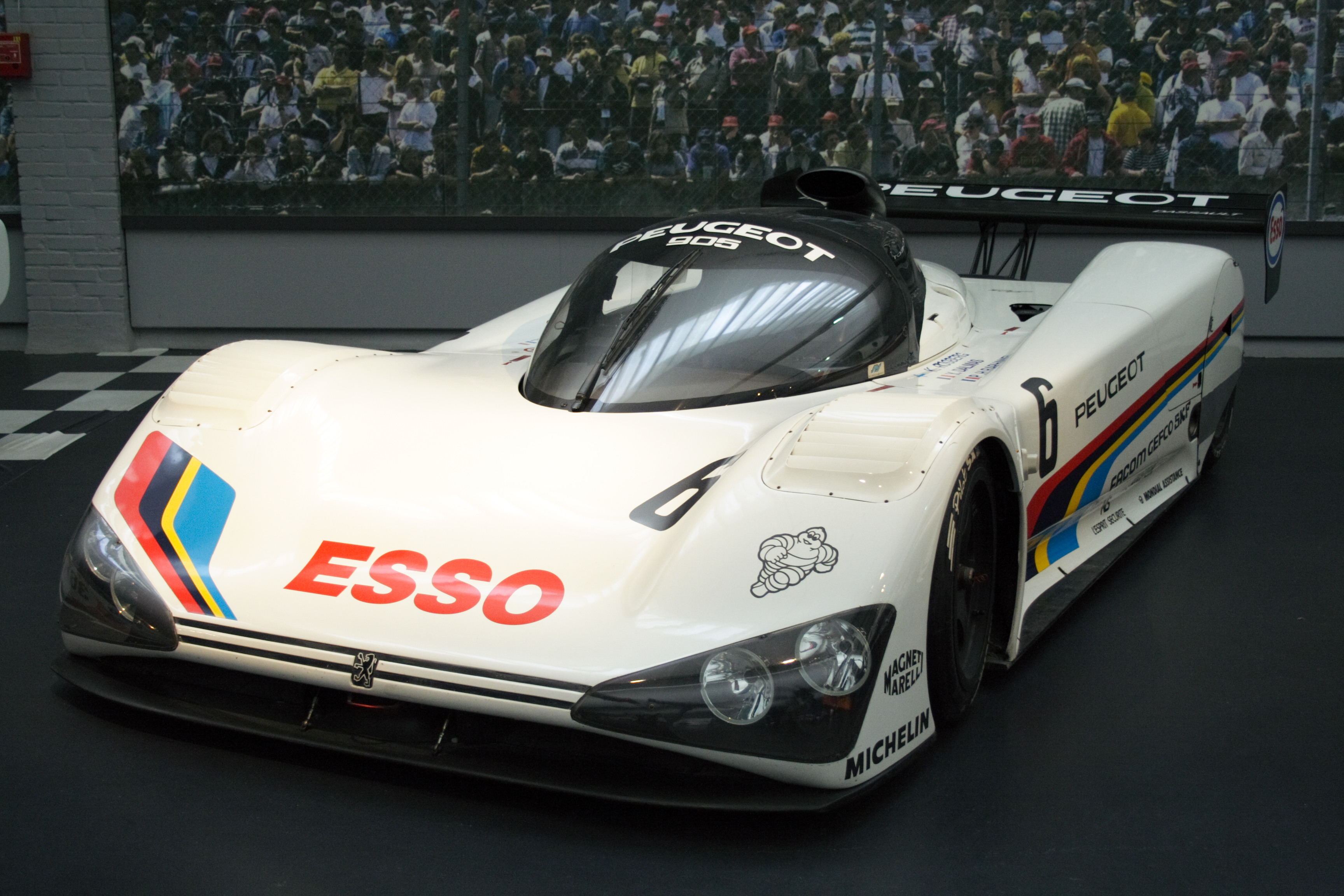
La Peugeot 905 pilotata da Rosberg alla 24 Ore di Le Mans del 1991

Quando era all'apice della carriera in Formula 1, nei primi anni ottanta, Keke Rosberg partecipò saltuariamente a gare di velocità riservate alle vetture a ruote coperte, con BMW M1, Lancia Beta Montecarlo Turbo, che portò al successo in una gara in Finlandia, e Porsche 956. Con quest'ultima vettura si dedicò anche all'endurance, cogliendo il terzo posto alla 1000 km del Nürburgring del 1983. Prese il via, senza fortuna, della 24 Ore di Spa del 1989 al volante di una Ferrari Mondial.

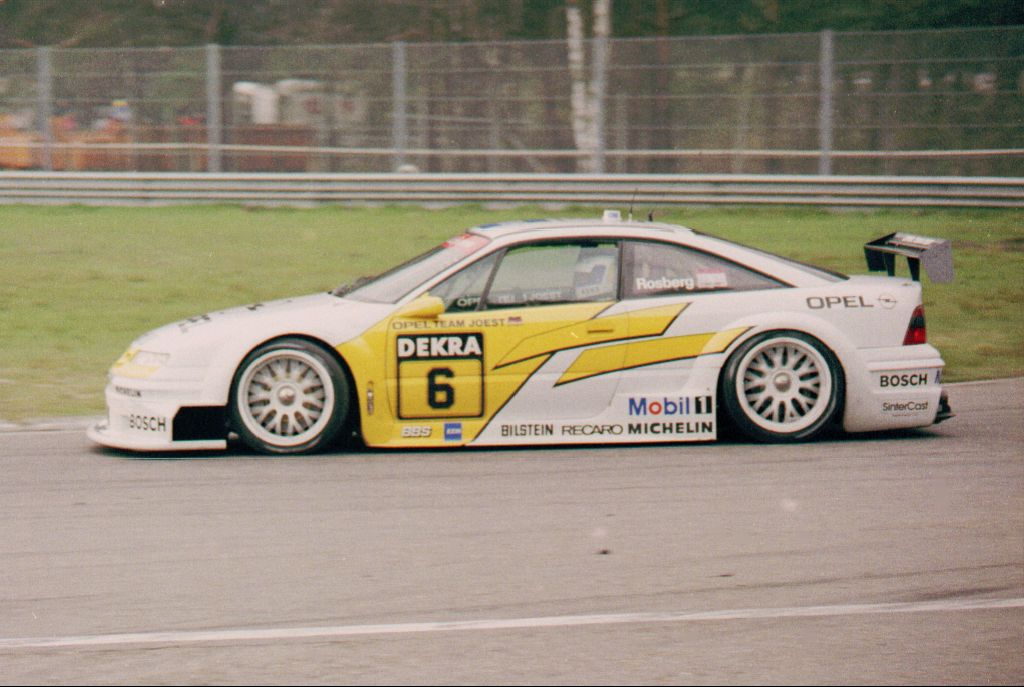
Rosberg alla guida della sua Opel nel campionato DTM del 1993

Dopo una trattativa condotta con Jean Todt, nel 1990 firmò un contratto con la Peugeot per disputare il Campionato mondiale sportprototipi dell'anno successivo, anche se esordì già nelle ultime gare della stagione in corso. Nel 1991, in occasione della 24 Ore di Le Mans, le Peugeot 905 partirono dalla prima fila, non per avere ottenuto i migliori tempi in qualifica ma per il fatto di essere le sole vetture conformi al nuovo regolamento; la vettura di Rosberg rimase in testa nella prima parte di gara per poi ritirarsi. In coppia con Yannick Dalmas vinse le gare di Magny-Cours e Città del Messico, ma a fine stagione decise di abbandonare la categoria, anche a seguito di un incidente avuto durante alcune prove a Monza.
Passò quindi al DTM nel 1992, categoria in cui rimase fino al 1995, quando si ritirò definitivamente. Ottenne i suoi migliori risultati al primo anno, con una vittoria e il quinto posto finale in classifica. Nel suo ultimo anno nella serie corse con una propria squadra, entrando a far parte del programma Opel. Dopo il collasso della serie nel 1996, il team ha diversificato la sua attività partecipando a vari campionati come F3 tedesca, F3 Euro Series, A1 Grand Prix e nuovamente al rifondato DTM a partire dal 2000.
All'inizio degli anni 2000 partecipò ad alcune edizioni del Rally artico, valido per il Campionato europeo, ottenendo come miglior risultato un sesto posto di classe nel 2005 al volante di una Mitsubishi Lancer Evolution.

### Dopo il ritiro
Ormai ritiratosi dalla Formula 1, Rosberg venne contattato nel 1989 da Piero Ferrari che lo invitò a Fiorano per svolgere dei test, ma rifiutò, ritenendo di non avere niente da dimostrare; si occupò inoltre di fare da manager ad altri piloti scandinavi, tra cui JJ Lehto e Mika Häkkinen, e fino al 2007 al figlio Nico. Nel 2008 commentò i Gran Premi di Formula 1 per la rete televisiva tedesca Premiere.

## Risultati

### Campionato mondiale di Formula 1
| 1978 | Scuderia          | Vettura                 |  |  |     |     |     |    |     |    |    |     |    |    |     |     |     |    |  | Punti | Pos. |
| ---- | ----------------- | ----------------------- |  |  | --- | --- | --- | -- | --- | -- | -- | --- | -- | -- | --- | --- | --- | -- |  | ----- | ---- |
| 1978 | Theodore/Wolf ATS | TR1, WR3 e WR4 HS1 e D1 |  |  | Rit | NPQ | NPQ | NQ | NPQ | 15 | 16 | Rit | 10 | NC | Rit | NPQ | Rit | NC |  | 0     |      |

| 1979 | Scuderia | Vettura |  |  |  |  |  |  |  |   |     |     |     |     |     |    |     |  |  | Punti | Pos. |
| ---- | -------- | ------- |  |  |  |  |  |  |  | - | --- | --- | --- | --- | --- | -- | --- |  |  | ----- | ---- |
| 1979 | Wolf     | WR7     |  |  |  |  |  |  |  | 9 | Rit | Rit | Rit | Rit | Rit | NQ | Rit |  |  | 0     |      |

| 1980 | Scuderia   | Vettura |   |   |     |     |   |    |     |    |     |    |    |   |   |    |  |  |  | Punti | Pos. |
| ---- | ---------- | ------- | - | - | --- | --- | - | -- | --- | -- | --- | -- | -- | - | - | -- |  |  |  | ----- | ---- |
| 1980 | Fittipaldi | F7 e F8 | 3 | 9 | Rit | Rit | 7 | NQ | Rit | NQ | Rit | 16 | NQ | 5 | 9 | 10 |  |  |  | 6     | 10º  |

| 1981 | Scuderia   | Vettura |     |   |     |     |     |    |    |     |     |    |  |    |    |    |    |  |  | Punti | Pos. |
| ---- | ---------- | ------- | --- | - | --- | --- | --- | -- | -- | --- | --- | -- |  | -- | -- | -- | -- |  |  | ----- | ---- |
| 1981 | Fittipaldi | F8C     | Rit | 9 | Rit | Rit | Rit | NQ | 12 | Rit | Rit | NQ |  | NQ | NQ | NQ | 10 |  |  | 0     |      |

| 1982 | Scuderia | Vettura      |   |    |   |  |   |     |   |     |   |     |   |   |   |   |   |   |  | Punti | Pos. |
| ---- | -------- | ------------ | - | -- | - |  | - | --- | - | --- | - | --- | - | - | - | - | - | - |  | ----- | ---- |
| 1982 | Williams | FW07C e FW08 | 5 | SQ | 2 |  | 2 | Rit | 4 | Rit | 3 | Rit | 5 | 3 | 2 | 1 | 8 | 5 |  | 44    | 1º   |

| 1983 | Scuderia | Vettura      |    |     |   |   |   |   |   |   |    |    |   |     |    |     |   |  |  | Punti | Pos. |
| ---- | -------- | ------------ | -- | --- | - | - | - | - | - | - | -- | -- | - | --- | -- | --- | - |  |  | ----- | ---- |
| 1983 | Williams | FW08C e FW09 | SQ | Rit | 5 | 4 | 1 | 5 | 2 | 4 | 11 | 10 | 8 | Rit | 11 | Rit | 5 |  |  | 27    | 5º   |

| 1984 | Scuderia | Vettura |   |     |   |     |   |   |     |     |   |     |     |     |   |     |     |     |  | Punti | Pos. |
| ---- | -------- | ------- | - | --- | - | --- | - | - | --- | --- | - | --- | --- | --- | - | --- | --- | --- |  | ----- | ---- |
| 1984 | Williams | FW09    | 2 | Rit | 4 | Rit | 6 | 4 | Rit | Rit | 1 | Rit | Rit | Rit | 8 | Rit | Rit | Rit |  | 20,5  | 8º   |

| 1985 | Scuderia | Vettura |     |     |     |   |   |   |   |     |    |     |     |     |   |   |   |   |  | Punti | Pos. |
| ---- | -------- | ------- | --- | --- | --- | - | - | - | - | --- | -- | --- | --- | --- | - | - | - | - |  | ----- | ---- |
| 1985 | Williams | FW10    | Rit | Rit | Rit | 8 | 4 | 1 | 2 | Rit | 12 | Rit | Rit | Rit | 4 | 3 | 2 | 1 |  | 40    | 3º   |

| 1986 | Scuderia | Vettura |     |   |   |   |     |   |     |   |     |   |     |   |   |     |     |     |  | Punti | Pos. |
| ---- | -------- | ------- | --- | - | - | - | --- | - | --- | - | --- | - | --- | - | - | --- | --- | --- |  | ----- | ---- |
| 1986 | McLaren  | MP4/2C  | Rit | 4 | 5 | 2 | Rit | 4 | Rit | 4 | Rit | 5 | Rit | 9 | 4 | Rit | Rit | Rit |  | 22    | 6º   |

| Legenda | 1º posto     | 2º posto | 3º posto    | A punti         | Senza punti/Non class.  | Grassetto – Pole position Corsivo – Giro più veloce |
| Legenda | Squalificato | Ritirato | Non partito | Non qualificato | Solo prove/Terzo pilota | Grassetto – Pole position Corsivo – Giro più veloce |

### Gare di Formula 1 extra-campionato
| Anno | Gara                      | Squadra         | Vettura        | Qualifica | Posizione |
| ---- | ------------------------- | --------------- | -------------- | --------- | --------- |
| 1978 | BRDC International Trophy | Theodore Racing | Theodore TR1   | 11º       | 1º        |
| Anno | Gara                      | Squadra         | Vettura        | Qualifica | Posizione |
| 1979 | Gran Premio Dino Ferrari  | Wolf            | Wolf WR7       | 7º        | 6º        |
| Anno | Gara                      | Squadra         | Vettura        | Qualifica | Posizione |
| 1980 | Gran Premio di Spagna     | Fittipaldi      | Fittipaldi F7  | 18º       | Rit       |
| Anno | Gara                      | Squadra         | Vettura        | Qualifica | Posizione |
| 1981 | Gran Premio del Sudafrica | Fittipaldi      | Fittipaldi F8C | 4º        | 4º        |
| Anno | Gara                      | Squadra         | Vettura        | Qualifica | Posizione |
| 1983 | Race of Champions         | Williams        | Williams FW08  | 1º        | 1º        |